# 杜邦 (印第安納州)
杜邦（英語：Dupont）是一個位於美國印地安納州傑佛遜縣的城鎮。

## 人口
根據2010年美國人口普查的數據，杜邦的面積為2.61平方千米，當中陸地面積為2.61平方千米，而水域面積為0.00平方千米。當地共有人口339人，而人口密度為每平方千米130人。